# Affaire Montel
L'Affaire Montel éclate en 1840 en Italie quand les autorités des États pontificaux ont voulu soustraire à sa famille française de confession juive un nourrisson qui avait été baptisé à sa naissance et à l'insu de ses parents, pour être élevé dans la religion catholique. L'intervention rapide de la diplomatie française permet la restitution du bébé à la France qui la remet directement à ses parents légitimes.

## Les faits
Daniel Montel est un Français de Nîmes de tradition juive. Au début du mois de juin 1840, il voyage par bateau, avec Miette Crémieux, sa femme enceinte. Le couple débarque à Fiumicino, port des États pontificaux sur les côtes du Latium, non loin de Rome. Le 9 juin 1840, Miette accouche dans l'hôtellerie Martignoni de la localité, d'une petite fille, Esther. Le curé du village se présente pour baptiser l'enfant et se heurte à un refus des parents ; il se retire « en protestant de son respect pour toutes les croyances ».
Quelques jours plus tard, la famille se rend à Rome. Au soir du 17 juin 1840, des carabiniers et une nourrice se présentent au domicile des Montel et leur ordonnent de leur livrer le bébé au prétexte que l'enfant aurait été baptisée, à l'insu des parents, par Flavie Simonetti, une femme de chambre de l'hôtellerie de Fiumicino, ayant assisté aux couches de Miette Montel, et selon les lois canoniques, que l'enfant ne pouvait en conséquence demeurer « entre les mains » d'une famille juive mais devait être emmenée à la maison des Catéchumènes,.
Daniel Montel refuse, assure que le baptême n'a pas été administré à son enfant et excipe de sa qualité de citoyen français. On lui laisse son enfant non sans avoir posté deux sentinelles dans la maison pour qu'elle ne soit pas exfiltrée par sa famille.

## Résolution diplomatique du conflit

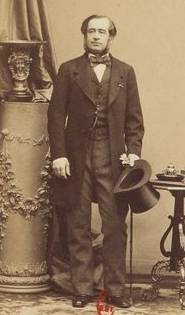
Le diplomate Alphonse de Rayneval (1860)

L'intervention rapide d'Alphonse de Rayneval, un diplomate français, considérant cette « malheureuse affaire » « cruel(le) dans le fond » et « blessant(e) » dans la forme, et défendant les droits du ressortissant français auprès du cardinal Luigi Lambruschini, secrétaire d'État du pape Grégoire XVI, va entraîner une enquête ecclésiastique, nombre d'entretiens et des échanges de courriers.
Dans le même temps, Rayneval ne manque pas de tenir le président du Conseil Adolphe Thiers informé de toutes les péripéties de cette affaire française et le Département approuve sans réserve sa conduite, en invoquant le « droit international », la « liberté de conscience », et dénonçant l'« arbitraire et (l)'intolérance » de l'Église, et un arrachement « de force » de l'enfant « à la tendresse de ses parents ». Il rappelle que « le sieur Montel n'est pas, à proprement parler, un Juif... mais un citoyen français qui doit être traité dans les États romains à l'égal de tous ses compatriotes, au préjudice duquel (on ne saurait) admettre d'exception basée sur une différence de culte ».

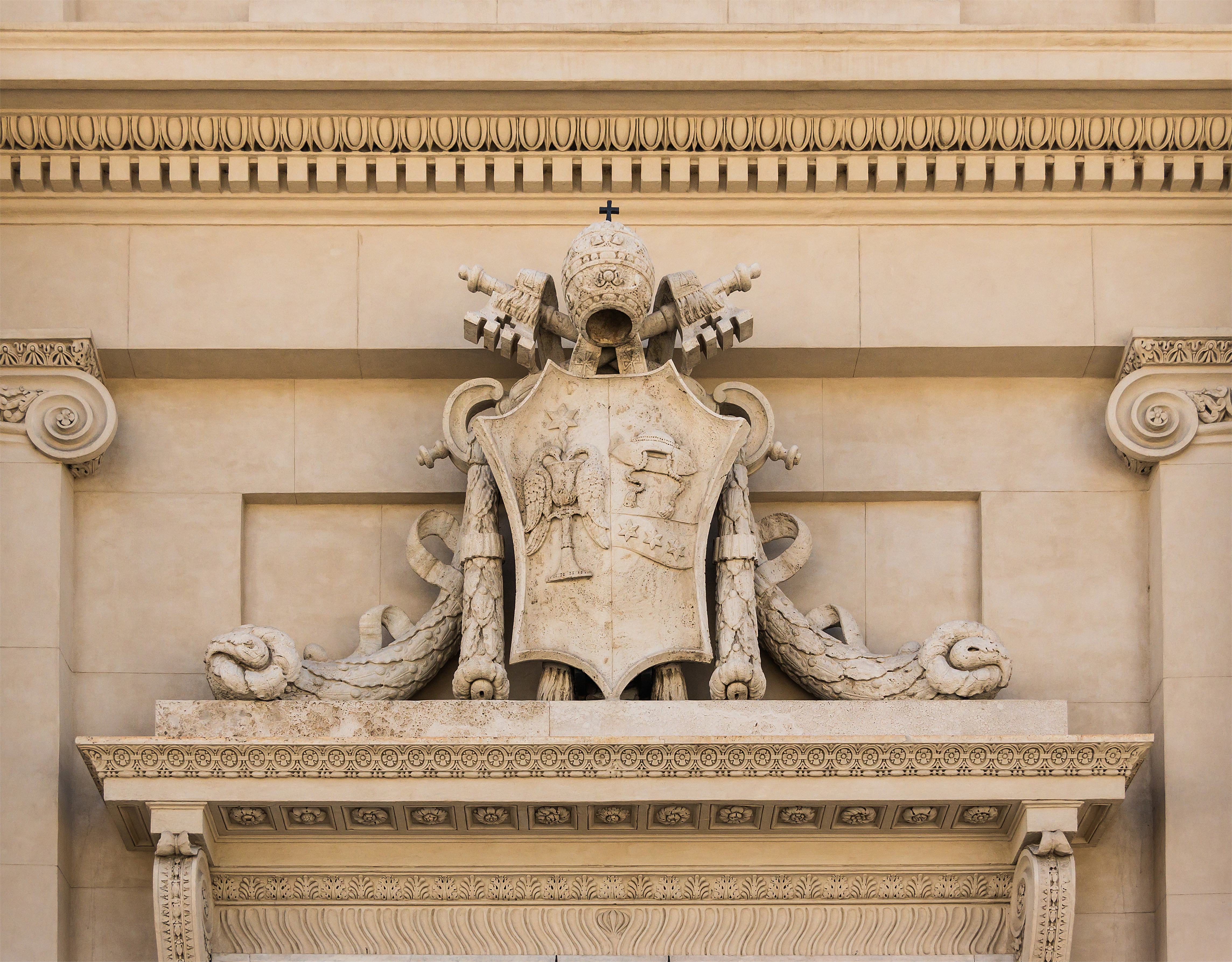
Les armoiries de Grégoire XVI au fronton de l'église San Rocco à Rome, Italie

Le pape Grégoire XVI informé de l'affaire ordonne la saisie du tribunal du Saint-Office aux fins de vérifier la validité du baptême. Le cardinal Lambruschini affirme que si l'enfant est réellement baptisée, elle sera « élevée, jusqu'à l'âge de raison, loin de ses parents à Rome, avec tous les soins désirables et sous la surveillance spéciale du Saint-Siège ». La France conseille alors à son représentant sur place de tout faire pour que le nourrisson soit envoyé en France.

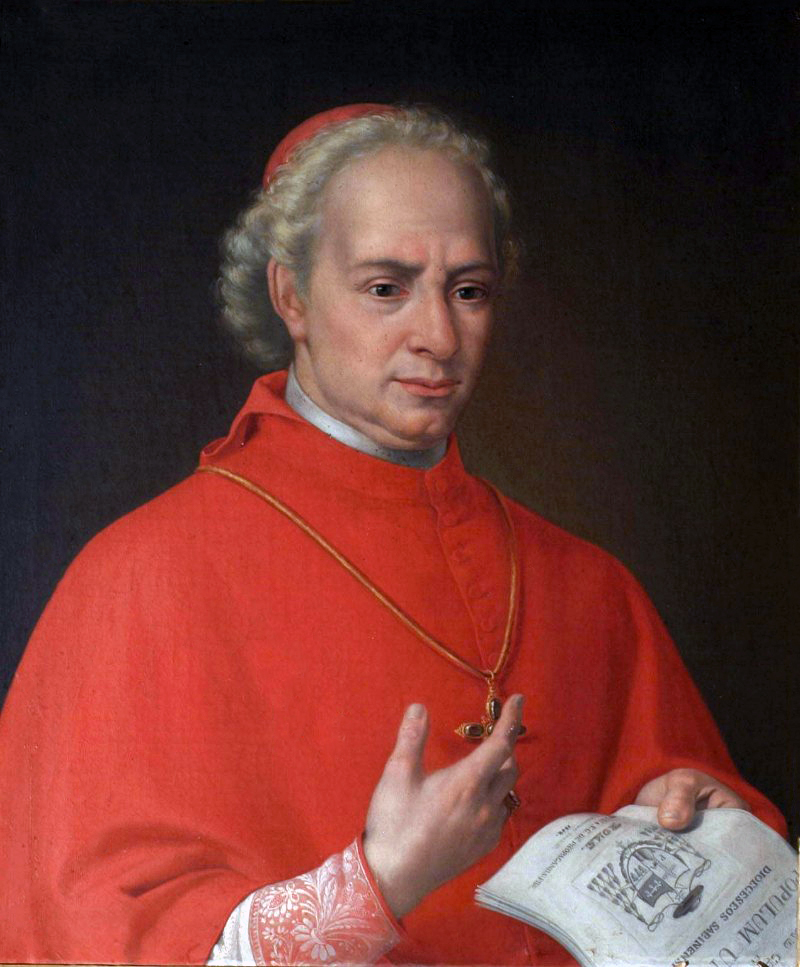
Le cardinal Lambruschini (1842)

Peu après, le tribunal du l'Inquisition romaine déclare le baptême valide. Cependant, sur les instances d'Alphonse de Rayneval inspiré par son gouvernement - et par Mgr François Capaccini - mais devant prendre des décisions rapides sans pouvoir en référer, le pape Grégoire XVI accepte de remettre l'enfant au diplomate français (et non à « ses parents infidèles »), en émettant le vœu qu'elle soit élevée dans la religion catholique et en suggérant au Français que la famille Montel pourrait y consentir comme « à tout ce qu'on voudrait » contre quelque argent « qui (est) tout puissant auprès des Juifs ».
Le cardinal Lambruschini fait une dernière pression, le 18 juillet, en écrivant au roi Louis-Philippe en lui demandant d'« assurer le Saint-Siège que le gouvernement s'engage à la faire élever dans la religion catholique ». Il ajoute  que « l'affaire est d'une si grande importance pour la conscience du Saint-Père, que sans cette condition, il ne pourrait consentir à la remise de cette enfant. » Bien que Rayneval ait rappelé dans sa correspondance à Thiers « que le gouvernement du Roi n'a nullement le pouvoir d'engager un Français, encore moins le forcer, à élever son enfant dans une croyance différente de la sienne » et que le Saint-Siège le savait, le diplomate français accepte les conditions du Saint-Siège avec moult tact et la petite Esther est rapidement restituée à sa famille juive.
La famille Montel embarque dès le 23 juillet 1840 pour Malte.

## Épilogue
La décision prise par le Saint-Siège de rendre l'enfant baptisée à la France donc à ses parents juifs a choqué nombre de Romains. Alphonse de Rayneval reste à remarquer que « la haine et le mépris pour la race juive, même de la part des esprits les plus éclairés, existaient encore ici dans toute leur force ».
Cette affaire préfigure l'Affaire Mortara, avec cette différence que la citoyenneté française a finalement protégé la famille Montel. L'affaire, grâce à la rapide intervention des diplomates, ne connaîtra pas le retentissement mondial de l'Affaire Mortara, mais sera évoquée dans la presse, en 1858 au moment de son éclatement, comme un contre-exemple.